# Ernesto Albarracín
Ernesto Oscar Albarracín (* 25. September 1907; † unbekannt) war ein argentinischer Fußballspieler. Der Mittelfeldspieler nahm an der Fußball-Weltmeisterschaft 1934 teil.

## Karriere

### Verein
Albarracín begann seine Karriere bei Sportivo Barracas, wo er bis 1928 aktiv war. Im Anschluss wechselte er zu Sportivo Buenos Aires, wo er von 1928 bis 1931 spielte. Sein nächster Schritt führte ihn 1931 zum CA Platense, bei dem er eine Saison verbrachte, bevor er noch im selben Jahr zu River Plate wechselte. Nach seiner Zeit bei River Plate wechselte Albarracín 1932 zum CA Tigre. 1936 folgte ein weiterer Wechsel zu den Argentinos Juniors, bevor er 1937 zu Sportivo Dock Sud wechselte. Schließlich spielte er in den Jahren 1938 und 1939 für Barracas Central.

### Nationalmannschaft
Albarracín wurde von Nationaltrainer Filippo Pascucci in den Kader der Nationalmannschaft für die Weltmeisterschaft 1934 in Italien berufen, kam allerdings nicht zum Einsatz.